# انتخابات محافظة الأنبار 2013
أُجريت انتخابات محافظة الأنبار في 20 يونيو 2013 بالتزامن مع انتخابات محافظة نينوى.

## الخلفية
بينما أُجريت الانتخابات لـ 13 من أصل 18 محافظة عراقية في 20 أبريل، تأخرت الانتخابات في محافظتي الأنبار ونينوى بسبب المخاوف الأمنية الناجمة عن التمرد المستمر والاحتجاجات التي قادها السنة.

## الحملة الانتخابية

### الكيانات
تنافست 17 حزبًا سياسيًا وائتلافًا في الانتخابات، حيث قدمت 548 مرشحًا. كانت أبرز أربع مجموعات كالتالي:

#### 1.متحدون
لمتحدون هو قوة سياسية رئيسية في نينوى والأنبار، ويضم في صفوفه تجمع المستقبل بزعامة وزير المالية السابق رافع العيساوي، وائتلاف الصحوة بزعامة الشيخ أحمد أبو ريشة، بالإضافة إلى الحزب الإسلامي العراقي. كان أبرز قادة قائمة متحدون هما الأخوان النجيفي، أسامة وأثيل. وعلى الرغم من أن النجيفيين ليسوا من الأنبار، إلا أنهم شكلوا هذه التحالفات السياسية لجذب مزيد من الأصوات. في الأنبار، تسيطر الديناميكيات القبلية والأيديولوجيا، التي تكون أكثر بروزًا في نينوى. كانت المجموعات المكونة لقائمة متحدون في الأنبار قد حصلت مجتمعةً على 14 مقعدًا في انتخابات 2009.

#### 2.ائتلاف عابرون
كان من المحتمل أن يحصل تحالف عابرون على مقاعد في الانتخابات. ترأسه المحافظ الحالي محمد قاسم الفهداوي، وكان الائتلاف مكونًا من تسع مجموعات ويعتمد بشكل أساسي على الجاذبية الشعبية الناجمة عن فترة الفهداوي كحاكم.

#### 3.العربية العراقية
تنافس نائب رئيس الوزراء صالح المطلك تحت مظلة الائتلاف العراقي الوطني، الذي يتكون من ست مجموعات. شاركت الحركة الوطنية للإصلاح والتنمية كجزء من الائتلاف في كل من الأنبار ونينوى. وقد حصلت المجموعتان على إجمالي 9 مقاعد في الانتخابات السابقة، لكن المطلك عانى من تراجع شعبيته في الأنبار قبل الانتخابات.

#### 4.القائمة العراقية الوطنيةوالموحدة
يتزعم القائمة العراقية الوطنية والموحد رئيس الوزراء السابق أياد علاوي، ويتكون من 19 مجموعة. حصل الائتلاف على مقعدين في انتخابات 2009. ستحدد الانتخابات مدى استمرار علاوي في الساحة السياسية بين السنة العراقيين.

## النتائج
أعلن متحدث باسم المفوضية العليا المستقلة للانتخابات (IHEC) عن النتائج في 27 يونيو 2013، حيث تصدرت قائمة متحدون برئاسة رئيس البرلمان العراقي أسامة النجيفي، بحصولها على 8 من أصل 30 مقعدًا. جاء تحالف عابرون، المدعوم من رئيس الوزراء نوري المالكي، في المرتبة الثانية بـ 5 مقاعد.
ترددت شائعات حول أن محمد مهدي صالح، وزير التجارة السابق في عهد صدام حسين، كان مرشحًا مدعومًا من قائمة متحدون لمنصب محافظ الأنبار. لكن قائمة المتحدون نفت الشائعات لاحقًا.
في النهاية، تم اختيار أحمد خلف ذياب، منظم الاحتجاجات من الحزب الإسلامي العراقي وعضو في قائمة متحدون، ليكون المحافظ الجديد.